# 中华人民共和国第五届特殊奥林匹克运动会
中华人民共和国第五届特殊奥林匹克运动会于2010年9月19日至25日在福州举办，此次运动会由中国残疾人联合会、国家体育总局、中国特奥委主办，福建省政府承办。

## 象征

### 会徽
会徽以福州市市花“茉莉花”与形象化的运动员为设计元素组合创意而成。

### 吉祥物
吉祥物“福乐娃”，以福州地区的传统名果“福橘”为原型，通过卡通化的艺术处理，塑造了一个活泼可爱、动感十足的形象，具有浓郁的地方特色。

### 口号
共享阳光·你我同行

## 参赛团队
来自全国31个省、自治区、直辖市，新疆生产建设兵团，香港、澳门特别行政区、台湾启智代表团，以及美国、韩国、新加坡特邀代表团等39个代表团。

## 比赛项目
第五届全国特奥会于2010年9月下旬在福州市举行，设田径、游泳、举重、乒乓球等11个竞赛项目，是历届全国特奥会比赛项目最多的一次。同时将举办中国特奥高峰论坛、运动员健康计划、青少年高峰论坛、家庭领袖论坛、大学计划5项非体育项目，其中运动员健康计划包括健康微笑、健美双足、灵敏听力、明亮眼睛、提升营养、趣味健身6个子项目，非体育项目为历届最多。 